# Rudolph Fittig
Wilhelm Rudolph Fittig, född 6 december 1835 i Hamburg, död 19 november 1910 i Strassburg, var en tysk kemist.
Fittig studerade i Göttingen, där han 1858 promoverades till filosofie doktor, utnämndes 1866 till professor vid samma universitet och kallades 1870 till Tübingen samt var 1876-1902 professor i Strassburg. 
Fittigs arbeten faller inom den organiska kemin. År 1864 uppfann han den efter honom uppkallade metoden att syntetisera aromatiska kolväten genom inverkan av natrium på radikalernas halogenföreningar. År 1872 upptäckte han fenantren. Av stor betydelse är även hans arbeten över laktoner och omättade syror. Han tilldelades Davymedaljen 1906.